# George Salter
George Salter (Bremen, 5 oktober 1897 – New York, 31 oktober 1967) was een van oorsprong Duits, maar vanaf 1940 Amerikaans staatsburger die beroemd werd met zijn ruim 1000 ontwerpen voor boekbanden en stofomslagen.
Salter was een zoon van een Hamburgse muzikant. In zijn geboortejaar gingen zijn ouders over van het joodse naar het christelijke geloof. Na een verhuizing naar Berlijn ging hij, na zijn schooltijd en het vervullen van zijn militaire dienstplicht, een studie volgen aan de Kunstgewerbe- und Handwerkerschule in Berlijn. In 1921 begon hij als grafisch ontwerper en was ook als decorbouwer in 1921-22 werkzaam bij de Preussische Staatsoper. In 1927 ging hij bij uitgeverij Die Schmiede aan de slag als ontwerper. Wereldberoemd werd zijn ontwerp voor Alfred Döblins Berlin Alexanderplatz.
In november 1934 emigreerde Salter naar de Verenigde Staten en begon in New York onmiddellijk boekbanden en stofomslagen te ontwerpen voor Amerikaanse uitgevers.
In 1939 werd hij hoofd van de ontwerpstudio van Mercury Publications, en maakte  in het daaropvolgende decennium voor hen 185 boekbandontwerpen en 30 ontwerpen voor tijdschriften. In totaal zou Salter 357 ontwerpen voor 35 Duitse uitgevers en 715 ontwerpen voor 89 Amerikaanse uitgevers maken.
Salter was getrouwd met Agnes O'Shea en had met haar een dochter, Janet.